# 茹塞
茹塞（法語：Joussé，法語發音：[ʒuse]）是法国新阿基坦大区维埃纳省的一个市镇，属于蒙莫里永区。

## 地理
茹塞（46°13'37"N, 0°28'14"E）面积7.59 平方千米，位于法国新阿基坦大区维埃纳省，该省份为法国中西部省份，北起曼恩-卢瓦尔省和安德尔-卢瓦尔省，西接德塞夫勒省，南至夏朗德省，东南接上维埃纳省，东临安德尔省。
与茹塞接壤的市镇（或旧市镇、城区）包括：拉沙佩勒巴通、加尔尼耶堡、派鲁。

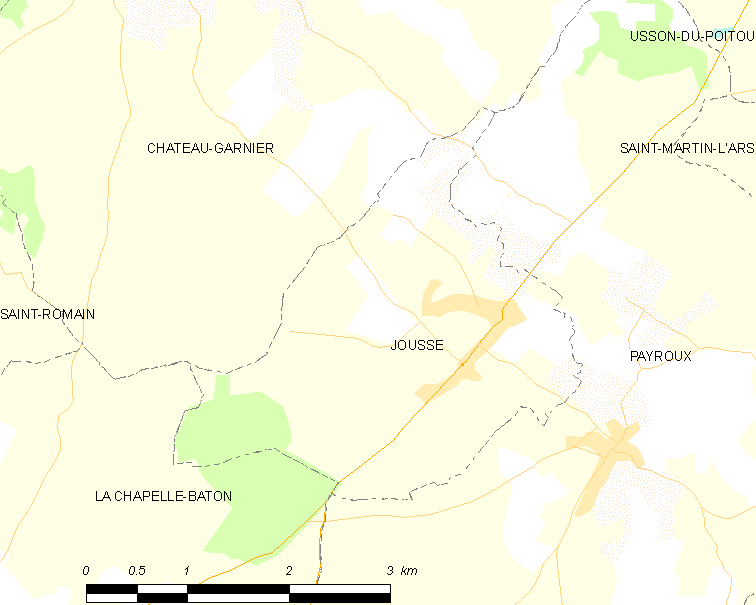
茹塞的OSM定位图

茹塞的时区为UTC+01:00、UTC+02:00（夏令时）。

## 行政
茹塞的邮政编码为86350，INSEE市镇编码为86119。

## 政治
茹塞所属的省级选区为锡夫赖县。

## 人口

1962-2008年间茹塞人口变化图示

茹塞于2022年1月1日时的人口数量为309人。